# NGC 2083
NGC 2083 ist die Bezeichnung eines Emissionsnebels im Sternbild Dorado.
Das Objekt wurde am 24. September 1826 von dem Astronomen James Dunlop entdeckt.